# Rozliczenia dewizowe
Rozliczenia dewizowe – bezgotówkowa forma rozliczeń realizowana z zastosowaniem:
- a) zleceń bezwarunkowych (czek, weksel) nie ma do spełnienia żadnych warunków
  - czek - w rozliczeniach międzynarodowych jest zleceniem udzielonym zagranicznemu bankowi przez bank krajowy dokonania zapłaty okazicielowi czeku lub oznaczonej osobie określonej kwoty.
  - weksel - występuje w rozliczeniach dewizowych w funkcji płatniczej, ale pełni jednocześnie funkcję kredytową. Najczęściej wykorzystywane są weksle trasowane, tzn. eksporter wystawia "tratę", którą akceptuje importer, zobowiązując się jednocześnie do wykupu weksla.
- b) zleceń uwarunkowanych (inkaso, akredytywa) warunek to np. otrzymanie towaru lub wysłanie towaru
  - inkaso - polega na zainkasowaniu (pobraniu) należności swojego klienta (eksportera) w zamian za wydanie dokumentów uprawniających do dysponowania towarem (np. konosament, faktura, listy przewozowe).
    - E - po wysłaniu towaru za granicę składa w swoim B zlecenie inkasa wraz z wymaganymi dokumentami towarowymi.
    - BE - zleca bankowi korespondentowi za granicę inkaso należności od I w zamian za dokumenty towarowe.
    - BI - wykonujący zlecenie inkasowe (wydający dokumenty towarowe I po zainkasowaniu należnej sumy pieniężnej przesyła je do BE)
    - I - daje dyspozycje pokrycia ze swojego rachunku należność, w zamian za co otrzymuje dokumenty towarowe upoważniające go do wejścia w posiadanie towaru.

  - akredytywa - polega na zleceniu swemu bankowi przez importera otwarcia akredytywy na rzecz eksportera w jego banku. Bank ten powiadamia eksportera o otwarciu akredytywy, a po spełnieniu warunków przez eksportera (najczęściej po dostarczeniu dokumentów stwierdzających wysłanie towaru) dokonuje uznania jego konta z otwartej akredytywy.